# Haderonia excellens
Haderonia excellens là một loài bướm đêm trong họ Noctuidae.